# Colegio-Convento de San Basilio

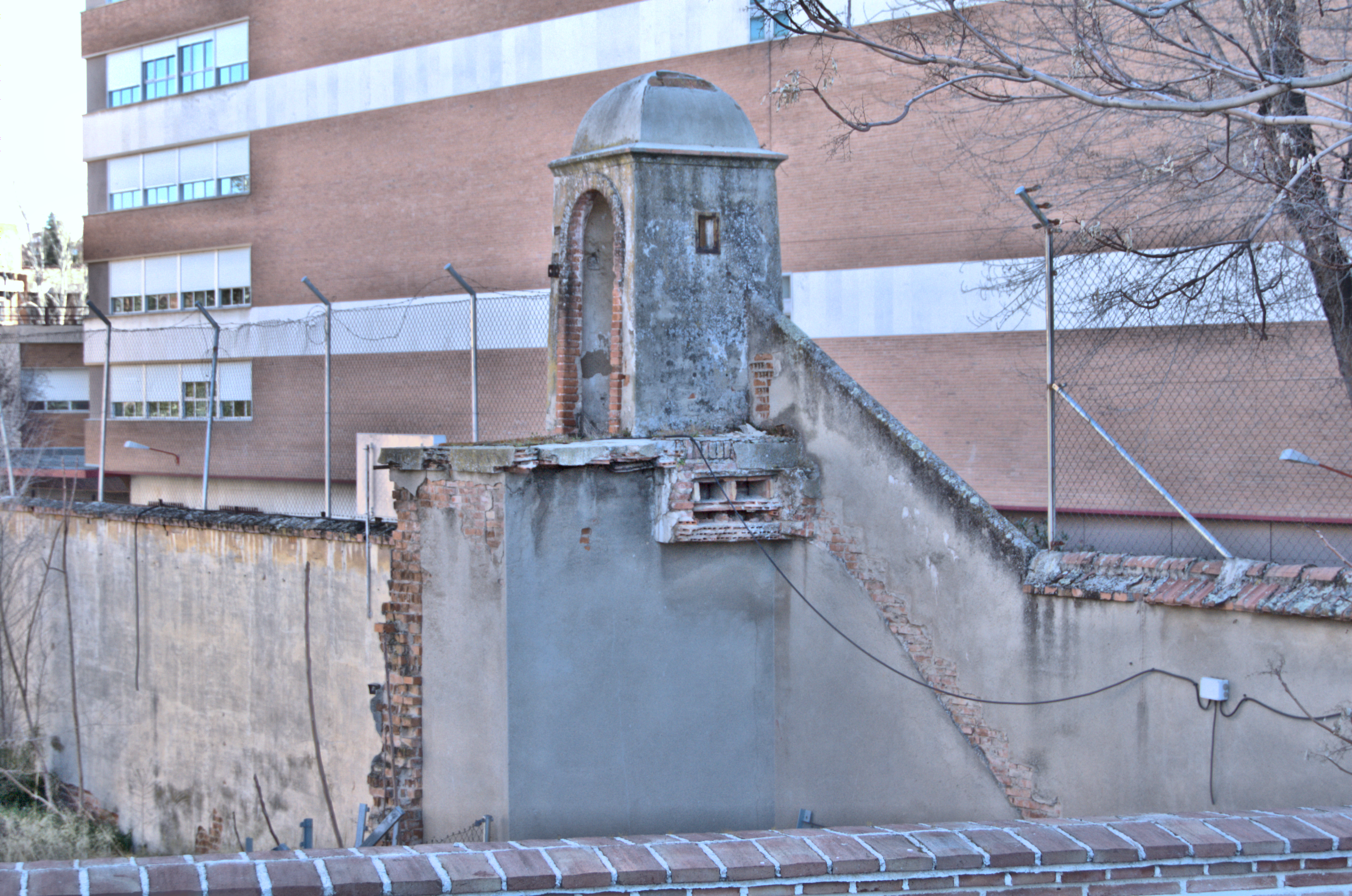
Garita de la antigua prisión militar, instalada en la tapia posterior del Colegio.

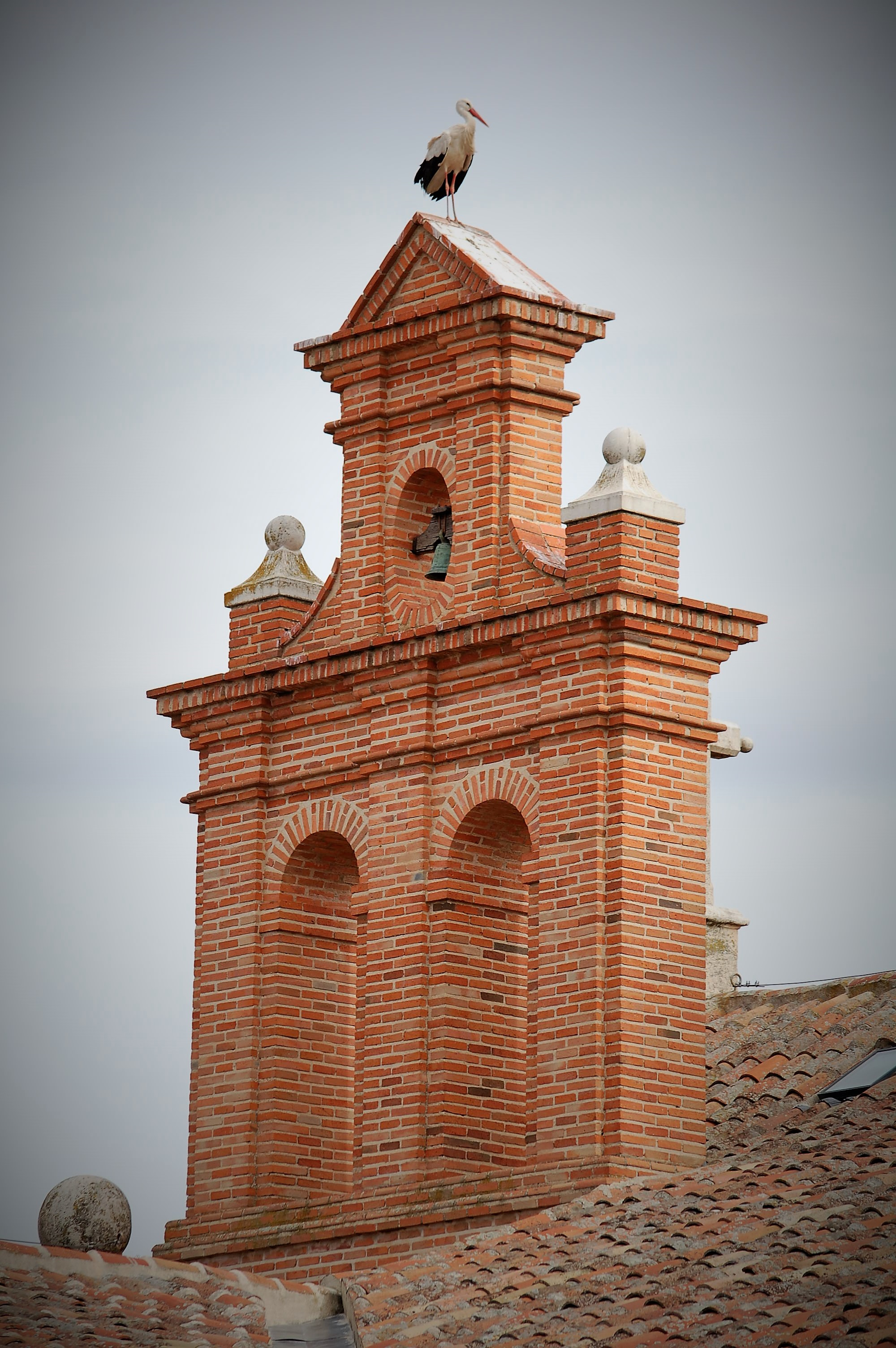
Espadaña sobre la capilla.

El Colegio-convento de San Basilio Magno de Alcalá de Henares (Comunidad de Madrid - España) es de estilo barroco. Se levantó en 1660 como un colegio menor de la Universidad de Alcalá, actualmente es un centro cultural universitario.  Es un Bien de Interés Cultural del patrimonio español con el código RI-53-0000095.

## Historia
El Colegio se fundó en mayo de 1660, aunque el edificio se construyó en 1750 en estilo barroco y planta hexagonal, con una gran portada, que incluye hornacina con estatua del santo titular. Con la decadencia de la Universidad de Alcalá, desde el 1 de septiembre de 1803 se transformó en la Academia de Ingenieros de Alcalá de Henares, ocupando los conventos de San Basilio y de la Merced Calzada, ambos contiguos en la calle de Roma (actual calle Colegios). Los frailes basilios fueron desalojados e instalados en el Colegio de Aragón y los mercedarios en el Colegio de León. Hasta el 24 de mayo de 1808, que comenzó La fuga de los Zapadores y fueron ocupados por las tropas francesas. El vandalismo causado por el ejército francés dañó considerablemente el edificio. Entre noviembre de 1814 y el 27 de septiembre de 1823 ser reabrió la Academia de Ingenieros del Ejército.
En 1834 volvieron los frailes al convento. Pero tras el cierre de la Universidad en 1836, el colegio fue comprado por el Estado y destinado a dependencia militar. En 1885 se instala la Comandancia de Ingenieros de Madrid, por lo que se efectuaron importantes obras en el edificio para habilitarlo como cuartel. Durante la guerra civil española el edificio se destinó a Cuartel de Automovilismo. Desde 1940 hasta 1948 fue Cuartel de Regimiento de Caballería, y en 1949 se destinó a prisión militar bajo el mando de la Brigada Paracaidista. En torno a 1970 el edificio se incendió y al poco fue abandonado por los militares.
En 1991 se inicia la rehabilitación del edificio, y en 1996 lo compra la Universidad de Alcalá destinándolo a centro cultural.

## Espacio cultural universitario
En su edificio actualmente se instalan diversas actividades culturales de la Universidad de Alcalá:
- Auditorio, en la antigua capilla del Colegio de los Basilios
- Aula de música, desde 1987.[6]
- Aula de Danza "Estrella Casero", creada en 1989.[7]
- Aula de Bellas Artes, fundada en el año 2003.[8]
- Espacio Basilios, sala de exposiciones fotográficas en la primera planta.[9]